# Speelstraat
Een speelstraat is in België een straat die gedurende bepaalde dagen en uren in beginsel volledig afgesloten wordt voor het gemotoriseerde verkeer, zodanig dat kinderen veilig en ongehinderd op straat kunnen spelen. Veel gemeenten laten speelstraten toe in de zomervakantie, sommige gemeenten ook in andere periodes.
In Nederland is de speelstraat een aspect geweest van de Nationale Straatspeeldag die in 1986 werd bedacht door Stop de Kindermoord en één keer per jaar plaatsvond. Sinds 2000 zijn er pogingen gedaan om de speeldagen vaker per jaar mogelijk te maken. In het kader van Childstreet zijn verschillende vormen geëvalueerd.
Hieronder de regelgeving in België.

## Wettelijk kader
Het fundamentele wettelijke kader van de speelstraat berust in het KB van 1 december 1975, artikelen 2.36 en 22 septies. Ter aanvulling legt het MB van 11 oktober 1976, artikel 9.2 bis diverse voorwaarden op aan de signalering. In 1998 is de wegcode aangepast ten bate van speelstraten.

## Voorwaarden
Een kandidaat-speelstraat dient aan de volgende eisen te voldoen:
- De straat heeft een maximumsnelheid van 50 kilometer per uur.
- De straat ligt in een wijk met vooral een woonkarakter.
- De straat heeft geen of geen belangrijk doorgaand verkeer.
- De straat heeft geen doorgaand openbaar vervoer.
- Meer dan de 50% van de bewoners gaat akkoord met de inrichting van de speelstraat.

## Toegelaten verkeer
Alleen bestuurders van motorvoertuigen die in de straat wonen of er een garage hebben, of speciale voertuigen zoals die van de hulpdiensten, mogen in de straat rijden. Ook fietsers hebben toegang. Spelende kinderen hebben de officiële status van voetganger. Bestuurders moeten voorrang verlenen aan de spelende kinderen en fietsers moeten zo nodig afstappen. De maximumsnelheid is stapvoets.

## Periode
Of er speelstraten mogelijk zijn, zo ja hoeveel en wanneer, verschilt per gemeente. In veel gemeenten kan men een speelstraat aanvragen voor de periode van de zomervakantie van het basis- en secundair onderwijs, van 1 juli tot en met 31 augustus. Diverse gemeenten staan speelstraten ook in andere perioden toe, zoals in de paasvakantie.

## Plaatselijke regelgeving
Iedere gemeente mag binnen het landelijk vastgelegde kader nadere bepalingen opleggen. In het voorbeeld van Leuven, dat speelstraten gedurende de zomervakantie toelaat, moet de speelstraat worden aangevraagd door de bewoners van één straat en dit voor 31 maart van het jaar. Nadat de gemeente een haalbaarheidsonderzoek heeft uitgevoerd en het project positief heeft beoordeeld, krijgen de initiatiefnemers, de zogenaamde "peters en meters" van de speelstraat, onder andere een petitielijst. Indien en alleen indien meer dan 50% van de bewoners van de straat deze lijst tekent, kan de speelstraat een realiteit worden. Gedurende het vervolg zijn de peters en meters verantwoordelijk voor een aantal praktische zaken zoals het plaatsen en weer wegnemen van borden en voor het contact met de gemeente rond het goede verloop.
In Gent zijn de voorwaarden gelijkaardig. Gent laat speelstraten ook in de paasvakantie toe. Voor de speelstraten in de zomervakantie moeten de straatverantwoordelijken de aanvraag voor 20 maart hebben ingediend. Voor de paasvakantie moeten zij dit doen voor 20 januari.

## Tegenkanting
De overheid heeft het concept speelstraat in het leven geroepen ten bate van de kinderen. De Merchtemse Open VLD-schepen van Jeugd en Welzijn Ella De Neve meent echter op basis van observaties in haar gemeente, dat het in de praktijk niet altijd de kinderen zijn die het meest baat hebben bij een speelstraat. In plaats daarvan komt de speelstraat naar haar mening dikwijls eerder ten goede aan de volwassen bewoners van de straat, die op deze manier tijdelijk kunnen beschikken over een verkeersvrije straat. Schepen De Neve wil om deze reden in haar gemeente het beginsel van de speelstraat herzien en bovendien het aantal speelstraten drastisch terugbrengen.
Repliek komt er van haar Leuvense collega Karin Brouwers van CD&V, die de kritiek verwerpt, wijst op de grote voordelen voor het buurtgevoel en verder meldt dat de 65 speelstraten in Leuven een groot succes zijn.